# 火山群
火山群（かざんぐん、英語: Volcanic group）とは、火山帯に関係したり、または関係しない場合もあり、ある地域に噴出した時代やその成因などが互いに密接な関係にある火山の集まりである。

## 著名な火山群
著名な火山群には、日本では青野山火山群、吾妻火山群、阿武火山群、伊豆東部火山群、小値賀火山島群、神鍋火山群、霧島火山群、九重火山群、然別火山群、鳴子火山群、南薩火山群、肥薩火山群、福江火山群、北薩火山群、室生火山群（あいうえお順）などが知られている。
海外では、カムチャツカの火山群（ロシア）、五大連池火山群（中国）、大屯火山群（台湾）、プジェウエ＝コルドン・カウジェ火山群（チリ）などがある。

## 参照項目
- 火山帯
- 大屯国立公園